# 激戰的魔女之夜
《激戰的魔女之夜》（日语：激突のヘクセンナハト）是一部由日本作家川上稔所撰寫的輕小說作品，負責插畫。小說於ASCII Media Works的電擊文庫出版，繁體中文版由台灣角川代理。漫畫於月刊Comic電擊大王上連載。

## 概要
本作《OBSTACLE Series 激戰的魔女之夜》是描述由作者所創造的世界觀「都市世界」中OBSTACLE時代（大障壁時代）所發生的故事。
本作跟一般作品先有小說再有改編漫畫不同，而是先有漫畫才有小說，且小說的內容是使用漫畫版的劇本再增補劇情而寫成的。

## 故事簡介
這裡是「黑魔女」掌控的地球。人類雖成功將企圖毀滅世界的「黑魔女」封印至月球，但她的力量仍在這世界留下了深痛的傷疤。唯有在十年一次的「魔女之夜」，人類才有一次機會制裁被封印於月球的「黑魔女」。但是，想要得到對抗「黑魔女」的資格，就必須先戰勝其他魔女。
在「魔女之夜」來臨的前夕，以最強為目標的東日本代表堀之內·滿，卻遇上了擁有未知力量的神秘少女各務·鏡……

## 登場人物

### 主要人物
各務·鏡
四法印學院普通科三年級生。無所屬。有著未知力量的神秘少女。
身材修長，常作男性打扮。頭髮雖白但仍帶有微薄的色彩。受其語氣影響，經常予人一種高高在上的感覺，但其實很為他人著想。
戰種構裝為聖騎士型，雖然這種構裝是以陸戰為主，但各務卻能利用它飛行甚至進行砲擊轟炸。無特定使用術式。使用機具為「劍砲狄凱娥修涅」。使役體為大雄（龍族）。
戰技高超，能組合各種即興戰術，使戰況走向自己的預測。但所謂即興戰術，其實只是不按常理出牌。
堀之內·滿
四法印學院普通科三年級生，同時擔任學生會會長。隸屬堀之内家。
巨乳。在魔女排名中位列第四名。母親是曾參加前次「魔女之夜」的魔女，在前次魔女之夜戰鬥後逝世。
戰種構裝為巫女型。使用術式為神道。使用機具為「弓砲朱龍膽」。使役體為朱雀。
艾爾希·杭特
四法印學院特機科三年級生，同時是特機科兼美國代表。隸屬美國空軍攻術團。
身型嬌小。雖在魔女排名中位列第三名，但從不向他人誇耀。
戰種構裝為空手道型。使用術式為美式攻術。使用機具為「盾砲海克霍克」，在美國支援下搭載了特殊的加速術式。使役體為海克霍克（刺蝟）。

## 出版書籍

### 小說
| 卷數 | ASCII Media Works | ASCII Media Works      | 台灣角川      | 台灣角川              |
| 卷數 | 發售日期          | ISBN                   | 發售日期      | ISBN                  |
| ---- | ----------------- | ---------------------- | ------------- | --------------------- |
| 1    | 2015年8月8日      | ISBN 978-4-04-865311-4 | 2016年8月25日 | ISBN 978-986-473246-3 |
| 2    | 2016年2月10日     | ISBN 978-4-04-865766-2 | 2017年2月13日 | ISBN 978-986-473515-0 |
| 3    | 2016年9月10日     | ISBN 978-4-04-892335-4 | 2017年9月7日  | ISBN 978-986-473879-3 |
| 4    | 2017年4月8日      | ISBN 978-4-04-892828-1 | 2018年5月23日 | ISBN 978-957-564191-7 |

### 漫畫
| 卷數 | ASCII Media Works | ASCII Media Works      | 台灣角川      | 台灣角川              |
| 卷數 | 發售日期          | ISBN                   | 發售日期      | ISBN                  |
| ---- | ----------------- | ---------------------- | ------------- | --------------------- |
| 1    | 2015年8月10日     | ISBN 978-4-04-865230-8 | 2016年8月17日 | ISBN 978-986-473241-8 |
| 2    | 2016年2月10日     | ISBN 978-4-04-865721-1 | 2017年2月18日 | ISBN 978-986-473548-8 |
| 3    | 2016年9月10日     | ISBN 978-4-04-892291-3 | 2017年6月22日 | ISBN 978-986-473732-1 |
| 4    | 2017年4月8日      | ISBN 978-4-04-892769-7 | 2018年6月19日 | ISBN 978-957-564272-3 |

## 外部連結
- 激戰的魔女之夜——作品介紹 | 電擊文庫（日語）
- 激戰的魔女之夜 | 月刊Comic電擊大王 （页面存档备份，存于）（日語）